# Georgios Tsitas
Georgios Tsitas (en grec Γεώργιος Τσίτας, İzmir, 1872 – entre 1940 i 1945) va ser un lluitador grec, que va prendre part en els Jocs Olímpics de 1896, a Atenes.
En la primera ronda de la prova de Lluita grecoromana, Tsitas quedà lliure, cosa que li garantí estar entre els tres millors del torneig sense haver disputat cap combat. La semifinal la disputà contra el seu compatriota Stephanos Christopoulos. Tsitas guanyà i en la final s'enfrontà a l'alemany Carl Schuhmann, contra el qual perdé, guanyant la medalla de plata.